# Кулі (Кулинський район)
Кулі — село в Кулінському районі Дагестану.
До 11 століття на сьогоднішній адміністративній території села Кулі було сім малих поселень. Не раз чужоземні загарбники завдавали удари по населенню та господарству села, але ні разу не підкорили (крім останнього) й не витіснили свободолюбних та непокірних кулінців. Такі події стали поштовхом, і малі села об'єдналися, збудували фортецю «ХъунчІуй» на самій вершині Барзилу, потім почали заселюватися кругом фортеці.
В 1935 році в селі налічувалось 662 двори 3169 мешканців, в 1983 — 1016 дворів та 5217 осіб населення.
В 1944 році після масової депортації чеченців в Казахстан і сибір, 100 сімей кулінців депортовано на їх місця в Аухівський район республіки Чечня (нині Новолакський район село Новокулі).
Понад 30 кулінців брали участь у боях проти борців за вільний Кавказ, так званими чеченськими вахабістами. 14 з них отримали нагороди «Кафір», дехто попросив захисту своєї сім'ї в москаля. На превеликий жаль, лише трьох з них було покарано на місці (вбито): Даххаєв Гамзат Рамазанович, Мурачуєв Халід Рашидович, Мурачуєв Шірвані Шамілович (землі пухом). Мурачуєв Халід Рашидович отримав «Оьрсийн нал — герой», йому поставили пам'ятник в селі. В позор лакцям москалі назвали школи їх іменами. Відтоді діти ходять до школи, як в місце, де можна вилити свою ненависть, а селяни плюють в той бік. Донині кулінці не можуть виправдати помилки проти себе насамперед. На все є Бог.